# Vernon Grant
Vernon Ethelbert Grant (né le 14 février 1935 Cambridge dans le Massachusetts et mort le 23 juillet 2006 dans la même ville) est un auteur de bande dessinée et dessinateur humoristique américain.
Militaire durant dix ans dans les années 1960, il a collaboré à Pacific Stars and Stripes. De retour dans la vie civile en 1968, il reste quelques années au Japon. C'est le premier dessinateur américain à incorporer des éléments graphiques empruntés aux mangas, dont il était un grand lecteur. Il a auto-édité deux albums en 1970 et 1972, puis sept comic books de sa série de science-fiction The Love Rangers entre 1977 et 1988.